# Теорема об обратной функции
Теорема об обратной функции даёт достаточные условия для существования обратной функции в окрестности точки через производные от самой функции.
Теорема обобщается на вектор-функции. Есть также варианты теоремы об обратной функции для голоморфных функций, для гладких отображений между многообразиями, для гладких функций между Банаховыми пространствами.

## Формулировки

### Вещественнозначная функция
Для функции одной переменной теорема гласит, что если {\displaystyle f} является непрерывно дифференцируемой функцией с ненулевой производной в точке {\displaystyle a}, то {\displaystyle f} обратима в окрестности {\displaystyle a}. Более того, обратная функция является непрерывно дифференцируемой, и
{\displaystyle {\bigl (}f^{-1}{\bigr )}'(f(a))={\frac {1}{f'(a)}}.}

### Функции нескольких переменных
Если матрица Якоби от непрерывно дифференцируемой функции {\displaystyle F}, действующей из открытого подмножества пространства {\displaystyle \mathbb {R} ^{n}} в пространство {\displaystyle \mathbb {R} ^{n}}, обратима в точке {\displaystyle p}, то и сама функция {\displaystyle F} является обратимой в окрестности {\displaystyle p}.

### Замечания
- Вторая часть теоремы следует из правила дифференцирования композиции функций.
- Существование обратной функции {\displaystyle F} эквивалентно высказыванию, что система {\displaystyle n} уравнений {\displaystyle y_{i}=F_{i}(x_{1},\dots ,x_{n})} может иметь решение {\displaystyle x_{1},\dots ,x_{n}} при данных {\displaystyle y_{1},\dots ,y_{n}}, предполагая, что {\displaystyle x} и {\displaystyle y} лежат в малых окрестностях {\displaystyle p} и {\displaystyle F(p)}, соответственно.

## Пример
Рассмотрим вектор-функцию {\displaystyle F\colon \mathbb {R} ^{2}\to \mathbb {R} ^{2}}
{\displaystyle \mathbf {F} (x,y)={\begin{bmatrix}{e^{x}{\cdot }\cos y}\\{e^{x}{\cdot }\sin y}\\\end{bmatrix}}.}
Матрица Якоби {\displaystyle F} имеет вид
{\displaystyle J_{F}(x,y)={\begin{bmatrix}{e^{x}{\cdot }\cos y},&{-e^{x}{\cdot }\sin y}\\{e^{x}{\cdot }\sin y},&{e^{x}{\cdot }\cos y}\\\end{bmatrix}}.}
Её определитель:
{\displaystyle \det[J_{F}(x,y)]=e^{2x}{\cdot }\cos ^{2}y+e^{2x}{\cdot }\sin ^{2}y=e^{2x}.}
Заметим, что {\displaystyle e^{2x}\neq 0} в любой точке.
Согласно теореме, для каждой точки {\displaystyle p\in \mathbb {R} ^{2}}
существует окрестность, на которой {\displaystyle F} является обратимой.
- Заметим, однако, что на всей области {\displaystyle F} необратима. Действительно,
{\displaystyle F(x,y)=F(x,y+2\pi )}

для любых {\displaystyle (x,y)}. В частности, {\displaystyle F} не является инъективной

## Вариации и обобщения

### Бесконечномерный случай
В бесконечномерном случае необходимо дополнительно потребовать, чтобы производные Фреше в точке {\displaystyle p} имели ограниченный обратный оператор.

### Многообразия
Теорема об обратной функции обобщается на гладкие отображения между гладкими многообразиями.
Пусть {\displaystyle F\colon M\to N} — гладкое отображение между гладкими многообразиями.
Предположим, что дифференциал
{\displaystyle d_{p}F\colon T_{p}M\to T_{F(p)}N}
в точке {\displaystyle p} является линейным изоморфизмом.
(В частности, {\displaystyle \dim M=\dim N}.)
Тогда существует открытая окрестность {\displaystyle U\ni p} такaя, что
{\displaystyle F|_{U}\colon U\to F(U)}
является диффеоморфизмом.

### Банаховы пространства
Пусть {\displaystyle X} и {\displaystyle Y} — Банаховы пространства,
и {\displaystyle U} — открытая окрестность {\displaystyle 0\in X}.
Предположим, отображение {\displaystyle F\colon U\to Y} непрерывно дифференцируемо, и его дифференциал {\displaystyle d_{0}F\colon X\to Y} является ограниченный линейным изоморфизмом {\displaystyle X\to Y}.
Тогда существует открытая окрестность {\displaystyle V\ni F(0)} и непрерывно дифференцируемое отображение {\displaystyle G\colon V\to X} такое, что {\displaystyle F(G(y))=y} для всех {\displaystyle y} в {\displaystyle V}.

### Банаховы многообразия
Эти два направления обобщения могут быть объединены в теореме об обратной функции для Банаховых многообразий.